# Белоусов, Сергей Михайлович
Сергей Михайлович Белоусов (с 2021 также англ. Serg Bell; род. 2 августа 1971 года, Ленинград, СССР) — сингапурский предприниматель и венчурный инвестор, в разные периоды управлявший ИТ-компаниями в России, Северной Америке, Европе и Азии. Основатель известных международных IT компаний, таких как Acronis, Parallels и Acumatica; фондов, специализирующихся на поддержке технологических компаний, таких как Runa Capital и Qwave Capital; основатель и председатель правления Constructor Group (ранее Schaffhausen Institute of Technology) — компании, включающей в себя университет (бывший Jacobs University), институт SIT в Шаффхаузене, а также несколько коммерческих дочерних компаний.
На имя Сергея Белоусова в США зарегистрировано более 350 патентов, а его H-index на начало 2024 года — 48.

## Биография
Белоусов Сергей родился 2 августа 1971 года в Ленинграде в семье ученых-физиков.
В 1993 году переехал в Сингапур, где в 2001 году получил гражданство — в соответствии с требованиями сингапурского законодательства, официально отказался от российского гражданства в тот же год.
В 2021 году сменил имя на Serg Bell.

## Образование
Среднее образование получил в школе-интернате № 45 при Ленинградском государственном университете (ЛГУ) (в настоящее время Академическая гимназия имени Д. К. Фаддеева Санкт-Петербургского государственного университета). В 1988 году его школьная статья «Наблюдение и фотосъёмка быстропротекающих процессов» была опубликована в научно-популярном журнале «Квант».
В 1995 году окончил Московский физико-технический институт, получил диплом магистра теоретической физики и электротехники, в 2007 году — степень кандидата технических наук.
Почётный член и сооснователь Физтех-Союза.

## Карьера
В 1992 году устроился на работу в компанию Sunrise, которая занималась сборкой и продажей персональных компьютеров. За два года компания открыла 10 филиалов и на момент ухода из неё Сергея в 1994 году, стала одним из крупнейших поставщиков ПК в России.
В 1996—1999 годах Белоусов основал и был совладельцем ещё двух компаний — Rolsen Electronics и Solomon Software SEA, представлявшую глобальную компанию Solomon Software, которую в 2001 году приобрел Microsoft.
В 1999 году основал компании Infratel и SWsoft. В декабре 2007 SWsoft была преобразована в Parallels, а в 2010 году Белоусов передал полномочия президента и возглавил Acronis, но остался в Parallels в качестве председателя совета директоров и главного архитектора технологий. В 2015 году Parallels была разделена на четыре независимых подразделения: Odin, Parallels, Virtuozzo и Plesk. Odin был продан американской компании Ingram Micro.
В 2001 году Белоусов основал Acronis как подразделение компании SWsoft, для разработки программных продуктов, предназначенных для управления средствами хранения информации. В 2003 году Acronis стала независимой компанией, фокусирующейся на производстве продуктов резервного копирования, защиты и аварийного восстановления данных. Штат компании насчитывает более 1000 сотрудников, работающих в 23 офисах в 18 странах мира. Продукты компании локализированы на 15 языков и продаются в 145 странах мира. С 1 июля 2021 и по настоящее время Белоусов занимает должность главного директора по исследованиям Acronis.
В августе 2010 Сергей Белоусов вместе с Ильей Зубаревым и Дмитрием Чихачевым, основали международный венчурный фонд Runa Capital, инвестирующий в стартапы на ранних стадиях. Фонд специализируется на проектах в области облачных технологий и виртуализации, мобильных сервисах, IT-решениях для финансового сектора, здравоохранения, государственных услуг и образования.
Сооснователь и председатель совета директоров компании Acumatica — глобального поставщика услуг облачного ERP (планирование ресурсов предприятия), основанного в 2007 году.

## Научная и образовательная деятельность
Сергей поддерживает научные и образовательные проекты в области высоких технологий в рамках Acronis Foundation и EfK, является председателем попечительского совета Российского квантового центра и членом правления «Физтех-Союза» (официальной организации выпускников МФТИ). При содействии Белоусова в МФТИ была открыта базовая кафедра компаний Acronis и Parallels — «Теоретическая и прикладная информатика» и основан фонд Phystech Ventures.
В 2012 году стал членом управленческого совета Центра Квантовых Технологий, научно-исследовательский институт при Национальном Университете Сингапура.
В 2012 году Белоусов с партнёрами создали венчурный фонд Quantum Wave Fund (Qwave Capital), специализирующийся на инвестициях в инновационные проекты в области квантовой физики. По мнению создателей, квантовая физика будет играть ключевую роль в развитии информационных технологий и здравоохранения.
С декабря 2012 года входит в наблюдательный совет Университета Иннополис.
В 2014 году был избран председателем наблюдательного совета Новосибирского государственного университета.
В 2019 году основал Технологический институт Шаффхаузена (Schaffhausen Institute of Technology — SIT) в качестве инициатора и основного инвестора. В сентябре 2021 года SIT стал главным акционером Бременского университета Якобса (JUB).

## Возможные связи с российским правительством
В декабре 2022 года власти США заподозрили Сергея Белоусова в причастности к возможной передаче секретной информации российским государственным учреждениям при помощи стартапов в США, финансируемых венчурными фондами Белоусова. Виной тому послужили тесные контакты топ-менеджеров фондов с руководством ряда российских организаций, находящихся под американскими санкциями из-за российского вторжения на Украину. В частности, учрежденный им Quantum Wave Fund имел тесные контакты с ныне подсанкционным Российским квантовым центром, фонд Phystech Ventures — со Сколково, а фонд TF II финансируется в том числе государственной Российской венчурной компанией.
Также у разведывательных органов США вызвали опасения деловые отношения Сергея Белоусова с бывшим спикером молодёжного общественно-политического движения «Наши» Марией Дроковой (ныне Бухер), работавшей долгое время на Белоусова, а после открытия ей собственного венчурного фонда в США — получавшей от него финансирование, и с Робертом Шлегелем, бывшим депутатом Государственной Думы РФ и сторонником Путина, работавшим в компании Acronis в Мюнхене в 2019 году и до сих пор имеющим с ним близкие деловые отношения.